# ぼくのミステリー新聞
ぼくのミステリー新聞（ぼくのミステリーしんぶん）は、1985年に出版されたさとうまきこによる偕成社の作品。元のタイトルは「ぼくのミステリー新聞最終号」であり、1984年に「科学と学習・6年生の読み物特集」（学習研究社）に掲載された。
2004年3月、ジャイブのカラフル文庫で復刊。さとうまきこの「ミステリー・シリーズ」第一作。

## 概要
「ぼく（ら）のミステリー…」と名づけられた作品の第一作目。後に著者が「ミステリー・シリーズ」と名づけている。発表当時は社会問題であったいじめを主題とし、そこに、オカルト要素を絡めながら少年の成長を描く。1980年代発表のため、当時の世相を思わせる描写が多い。なお、第五作「ぼくらのミステリー・クラブ」はこの作品の続編にあたり、第五作でも哲也は主人公として活躍していく。
この作品以降、以下のようなプロットが成立している。
- 主人公は世田谷区立赤松小学校の六年生。（「ぼくの・ミステリーなあいつ」・「ぼくらのミステリークラブ」は例外）
- 主人公は「哲也」「和也」等、「也」の付く名前。
- 主人公は超常現象好き（そのためか、超常現象ともとれる出来事が起きる）。
- いじめ、受験戦争等、1980代の社会問題を絡めている。
- 三作目「ぼくの・ミステリーなぼく」まで作品中での繋がりはなかったが、四作目以降は世界観を共有しているものもある。

## あらすじ
主人公の水島哲也は世田谷区立赤松小学校（架空）の小学校六年生。同級生の男子からはいじめられ、女子からは邪険に扱われる日々を過ごしている。その小学校では、学級新聞が流行っており、哲也も強制的に新聞を書かせられた。しかし、翌日学校に行くと、哲也が書いた記事はいじめっ子の未来に関する記事に変わっており、しかも、数日後記事のとおりのことが起きてしまう。

## 登場人物

### 主人公
水島哲也
赤松小学六年生。クラスの男子からはいじめられ、女子には邪険に扱われる典型的ないじめられっ子。数人で騒ぐより一人でいることのほうが好き。本人いわく「ちょっと泣き虫で、クラスでいちばんちび」で「体育も苦手」であり、「だらしがないとか、のろまだとか女子」に言われている。忘れ物は多く、鉛筆もよく無くす。そのため、あだ名は「クズテツ」であり、執拗にいじめられる。好きなものは図工と読書とミステリー。ピラミッド、ピサの斜塔といった、古代、中世の建造物に絡むオカルトものが大好き。物語の後半、父親からロンゴロンゴの複製をもらって喜ぶほどである。物語始め、クラスメートの未来を予言する学級新聞を書き（厳密にいうと、書いた記事がクラスメートの記事に変わっていた）、しかも、的中したため、クラスメートから注目される。その後も、クラスメートの未来（どれもが不幸になる未来）を書いた「ミステリー新聞」（本人はこの名称を好ましく思っていなかった）を発表し、的中させていく。始めはクラスメートからちやほやされ、本人も人気者扱いされていると勘違いしていたが、次第に傲慢な態度をとり始め、クラスメートから疎遠な態度をとられる。最終章にて、社会科見学中誰にも声をかけられず一人で昼食をとることになった結果、自分が周囲から忌み嫌われていることを痛感し、今までの清算の意味を込めて最後のミステリー新聞を発表する（ただし、これはあくまで哲也自身の清算であるため、クラスメートたちにこのことが伝わっているかどうかは不明である）。
後日談である「ぼくらのミステリークラブ」によると、クラスメートとはその後もあまりなじめなかったようであり、赤松小学校から転校した。

## 物語中言及される古代遺跡など
- ピラミッド
- ピサの斜塔
- ストーンヘンジ
- ピサの斜塔
- ナスカの地上絵
- ロンゴロンゴ